# Variogram
Variogram (2γ) je jedan od osnovnih geostatističkih alata. Koristi se za određivanje ponašanja odabrane varijable u prostoru, odnosno definiranje prostorne zavisnosti. Često se naziva i semivariogramom (γ) koji ima potpuno jednaka svojstva, osim što su obje strane variogramske jednadžbe podijeljene s vrijednošću 2.
Variogram je definiran izrazom:

2γ(h) = 1/n · ∑[z(xi) - z(xi+h)]2
gdje su:

- 2γ(h)	- variogram
- n 		- broj parova podataka uspoređenih na udaljenosti h
- z(xi)		- vrijednost varijable na lokaciji xi
- z(xi+h)		- vrijednost varijable na lokaciji udaljenoj za h od početne lokacije xi

Skup svih parova podataka na istoj udaljenosti (h) naziva se klasa. Spajanjem vrijednosti za svaku klasu dobiva se krivulja eksperimentalnog variograma, na kojoj se može očitati četiri parametara: odstupanje (engl. nugget), prag (engl. sill), doseg (engl. range) te udaljenost (engl. distance).

Odstupanje (C0) predstavlja slučajnu komponentu promatrane varijable, odnosno pojavu kada variogramska krivulja siječe os Y u nekoj pozitivnoj vrijednosti (C0). Podrijetlo odstupanja je u razlici vrijednosti vrlo bliskih uzoraka. Ponekad je taj izraz preveden kao “efekt grumena” što potječe iz primjene variogramske analize u rudarstvu, u čijem se okrilju geostatistika razvila. Odstupanje je obilježje velikog broja eksperimentalnih variograma. Manje vrijednosti ne utječu značajno na variogramski račun, no visoke vrijednosti smanjuju vrijednost dosega, odnosno prostornu zavisnost.

Prag (C) odgovara vrijednosti varijance. Nakon dosezanja praga (ako ga postiže) krivulja variograma najčešće prestaje pravilno rasti te nastavlja oscilirati oko njega.

Doseg (a) je udaljenost (h) na kojoj variogramska krivulja prvi put presijeca prag, nakon čega ne postoji prostorna zavisnost podataka.

Udaljenost (h) je vrijednost na kojoj se međusobno uspoređuju podatci u odabranom smjeru variograma. Svaka udaljenost čini jednu klasu. Najčešće se uz udaljenost dodjeljuje tolerancija od ½ njezine vrijednosti kako bi se proširio interval pojedine klase te povećao broj ulaznih podataka. Na primjer, za korak 0,5 m tolerancija će iznositi 0,25 m te je variogram za svaku pojedinu klasu izračunat na temelju svih vrijednosti iz intervala 0,25–0,75 m, zatim 0,75–1,25 m, pa 1,25–1,75 m i tako dalje.
Velika većina eksperimentalnih variograma u naftnogeološkim analizama aproskimira se sfernim, eksponencijalnim ili Gaussovim teoretskim modelom. Takav postupak je nužno načiniti kada rezultat variogramske analize predstavlja ulaz za metodu interpolacije poput kriginga ili kokriginga.
Vrijednost variograma ovisi o broju poznatih vrijednosti na određenoj udaljenosti. Rezultat koji se dobije je eksperimentalna variogramska krivulja, koja se zatim aproksimira teorijskim modelima. Najčešći teorijski modeli su sferni, eksponencijalni i Gaussov, a koriste se kao ulazni podatci interpretacije metodom kriginga.
Još jedan važan pojam je pojam anizotropije. Kod izotropnih procesa variogrami su identični, imaju isti oblik, prag i doseg u svim smjerovima, za razliku od anizotropnih procesa, gdje se variogrami razlikuju u različitim smjerovima. Razlikujemo geometrijsku i zonalnu anizotrpiju. Geometrijska anizotropija nam omogućava da se iz poznatog dosega izračunaju dosezi u svim drugim smjerovima na način da se poznati doseg pomnoži s faktorom k. Uzmimo za primjer da su varijance C(1) i C(2) u dva različita smjera jednake, također je jednako i odstupanje C0(1) i C0(2), međutim dosezi a(1) i a(2) se razlikuju. Doseg a(2) možemo dobiti množenjem dosega a(1) faktorom k.
Važno svojstvo geometrijske anizotropije je njena mogućnost transformacije u izotropnu situaciju. Zonalna anizotropja nema tu mogućnost. Događa se kada su variogrami različiti u različitim smjerovima ili kada su variogrami jednaki, ali različitog praga.
Određene geološke varijable mogu imati vrlo naglašenu međusobnu zavisnost, a variogramsko modeliranje omogućuje da se takva zakonitost uključi u modeliranje i interpolaciju. Variogramskom analizom može se utvrditi npr. smjer taložnog kanala te moguća veza primarne poroznosti i pružanja kanala ili veza između razdiobe sekundarne poroznosti i smjera stresa, no naravno, variogramskom se analizom ne mora utvrditi niti jedna od takvih pretpostavki, nego se samo može odrediti prostorna zavisnost podataka na analiziranom području. Najkraće, variogramom se u kartiranju određuje važnost i utjecaj susjednih točaka na procjenu u odabranoj lokaciji.
Variogramima se, dakle, određuje prostorna ovisnost između podataka, odnosno kada krivulja variograma presječe prag, očitana vrijednost na osi X predstavlja udaljenost do koje su podatci međusobno ovisni. Na udaljenostima većim od te ne može se više govoriti o prostornoj ovisnosti između podataka.

## Ostale poveznice
- GEOSTATISTIKA - Geodetski fakultet